# Пескоая
Пескоая (рум. Păscoaia) — село у повіті Вилча в Румунії. Адміністративно підпорядковане місту Брезой.
Село розташоване на відстані 183 км на північний захід від Бухареста, 32 км на північний захід від Римніку-Вилчі, 117 км на північ від Крайови, 118 км на захід від Брашова.

## Населення
За даними перепису населення 2002 року у селі проживали 211 осіб, усі — румуни. Усі жителі села рідною мовою назвали румунську.